# Moór Gyula
Moór Gyula (Brassó, 1888. augusztus 11. – Budapest, Józsefváros, 1950. február 3.) magyar jogtudós, egyetemi tanár, országgyűlési képviselő, az MTA ideiglenes elnöke 1945 és 1946 között. Fő kutatási területei a jogbölcselet, a szociológia és a filozófia voltak.

## Életpályája
Moór Gyula és Boór Ilona fiaként született. Egyetemi tanulmányait 1906 és 1910 között a kolozsvári tudományegyetemen végezte, ahol 1911-ben szerezte meg sub auspiciis regis jog- és államtudományi doktorátusát, majd ugyanitt 1913 májusában királygyűrűs jogi doktorrá avatták.
1911–1912 végéig gyakornok volt egy kolozsvári ügyvédi irodában, majd egyéves önkéntes katonai szolgálatot teljesített. Közben 1912 és 1914 között tanulmány utakat tett Németországban, ahol nagy hatással volt rá Rudolf Stammler német jogfilozófus, így érdeklődése a jogbölcselet felé fordult. 1914 szeptemberétől az eperjesi Evangélikus Jogakadémián a jogbölcsészet és a büntetőjog rendkívüli, majd rendes tanár lett. Közben négy évet töltött a fronton, és tüzér főhadnagyként szerelt le. 1917-ben a kolozsvári egyetemen magántanári képesítést szerzett Jogbölcselet tárgykörből, majd ugyanitt 1918 novemberétől 1919 májusáig a jogbölcselet rendes tanáraként dolgozott.
1920-21-ig az ideiglenesen Budapesten működő utódegyetemen nemzetközi jogot tanított. 1921–1928 között a Kolozsvárról Szegedre menekült Ferenc József Tudományegyetemen tanára, a Jogfilozófia Tanszék vezetője, 1923-ig a Nemzetközi jogi tanszék megbízott vezetője, 1924/25-ös tanévben a bölcsészkar dékánja volt. 1928-ban Horthy Miklós vitézzé avatta. Kitüntetései III.o k.é.k. a kardokkal, ezüst és bronz Signum Laudis a kardokkal, II. o. Vitézségi érem, K.cs.k., II. o. Nvk. ( vitézek albuma, 1938.)
1929–1948 között a fővárosi Magyar Királyi Pázmány Péter Tudományegyetemen tanára és tanszék vezetője lett, közben a Jog- és Államtudományi Kar dékánja, 1945-1946-ban  az egyetem rektora, majd 1946-47 között rektor helyettese volt. 1937–1944 között felsőházi póttagnak jelölték. Tagja volt az Nemzetgyűlés Politikai bizottságának. A nyilasokkal szembeni éles kritikája miatt, a német megszállás alatt, 1944-ben bujdosnia kellett. 
1945-ben a felajánlott moszkvai nagyköveti beosztást nem vállalta el, ehelyett a felsőoktatás újjászervezésével, valamint az egyetemi oktatás megindításával foglalkozott. Ekkor lett az Országos Köznevelési Tanács tagja, a Felsőoktatási szakosztály elnöke és az Országos Szabadművelési Tanács tagja. 1945–47 között az Ideiglenes Nemzetgyűlés választotta képviselővé az MTA elnöki tisztségéből kifolyólag. 
Az 1947-es választáson a Magyar Függetlenségi Párt színeiben indult sikerrel, megválasztották országgyűlési képviselővé (a párt vezetésébe is bekerült ), de az MKP nyomására mandátumát megsemmisítették.1947-től a politikai támadások érték, hosszabb ideig betegeskedett. 1948. január 1-jén nyugdíjazták. 1949. október 31-én akadémiai tagságát is megszüntették.
Az egyik legjelentősebb magyar jogfilozófus 1950. február 3-án halt meg Budapesten.
Tiszteletére 2011 februárjában a közigazgatási és igazságügyi miniszter Moór Gyula-díjat alapított.

## Munkássága
Számos tudományos társaság tagja, többek között a Magyar Tudományos Akadémia is levelező (1925), majd rendes (1942) tagjává választotta; az MTA elnökhelyettese, a Jogtudományi Osztály elnöke is volt, majd a második világháború után Kornis Gyula lemondása miatt rövid ideig ideiglenes elnöke is volt a testületnek. Számos szakmai társaságban tevékenykedett, a Magyar Társadalomtudományi Társaságban és Mikes Irodalmi Társaságban mint választmányi tag, de tagja volt a Magyar Filozófiai Társaságnak és a Dugonics Társaságnak is. 
1945–1949 között a Magyar Jogászegylet alelnöke, 1945–1947-ig  a Magyar Jugoszláv Társaság elnöke, valamint a Magyar-Osztrák Társaság alelnök, a Magyar-Amerikai Társaság választmányi tagjaként szerepelt. Fő kutatási területe a jogbölcselet volt, foglalkoztatta a szociológia és  filozófia, részben büntetőjogi, közjog és magánjog, és nem utolsósorban a jogi oktatás reformjai is foglalkoztatta.  Erőteljesen támaszkodott a korszakban igen komoly befolyást gyakorló újkantiánus filozófiára, amiből kiindulva önálló jogfilozófiai rendszer kidolgozására törekedett. Tisztelői főként az ő érdemének tartják, hogy a magyar jogbölcselet lépést tudott tartani a korabeli európai jogfilozófia fejlődésével.

## Művei (válogatás)
- Stammler "Helyes jogról szóló tana" (1911) (Magyar jogászegyleti értekezések U. F. III.)
- A jog fogalma és az anarchismus Stammler jogphilosophiájában (1911)
- A bolsevizmus elméleti alapjai: Budapest: Stephaneum Ny. 1921. 20 p.
- Macht, Recht, Moral: Codex juris canonici. Szeged: M. Kir. Ferencz József-Tudományegyetem, 1922. 56 p.
- Bevezetés a jogfilozófiába. Budapest: Pfeifer F., 1923. 356 p.
- A logikum a jogban. Budapest: Egyetemi Ny. 1928. 47, [1] p. (1928)
- Metafizika és jogbölcselet (1929)
- Két tanulmány a pacifizmusról: megjegyzések a Kellogg szerződés margójára. Budapest: M. Társadalomtud. Társ., 1929. 31 p.
- Örök béke és világjogrend. Budapest: Dunántúl Egyet. Ny., 1929. 25 p.
- Zum ewigen Frieden (1930)
- Válságban van-e a parlamentarizmus?: az interparlamentáris Unió Magyar Csoportjának ankétja. Budapest: Gergely R., 1930. 99, [1] p.
- A jogi személyek elmélete. Budapest: MTA. 1931. 379 p.
- Reine Rechtslehre, Naturrecht und Rechtspositivismus (1931)
- Érték-e a Nemzetek Szövetsége az emberiség számára? (1932)
- A különböző jogforrások, azok egyensúlya és rangfokozata a magyar jogrendszerben (1932)
- A "filozófia mibenléte" Pauler szerint (1933)
- Az esküdtbíráskodás kérdéséről. Budapest: Pallas, 1933. 12 p.
- A természetjog problémája (1934)
- Creazione e applicazione del diritto (1934)
- Szociológia és jogbölcselet. Budapest: Királyi Magyar Egyetemi Nyomda, 1934. 59 p.
- Reine Rechtslehre. Randbemerkungen zum neuesten Werk Kelsens (1935)
- Tiszta jogtan (1935)
- Az alkotmány. Szeged: Városi Ny. 1935. 47 p.
- A gazdasági élet és a jogi rend.Budapest: Atheneum, 1935. 39 p.
- Jogfilozófia (1936)
- "Das Wesen der Philosophie" nach Pauler. Pécs: Szerző, 1936. [79]-106 p.
- A jogrendszer tagozódásának problémája (1937)
- Jelenlegi jogi oktatási rendünk reformjáról. Budapest: Egyetemi Ny., 1937. 67 p.
- A magánügyi jogügyet mint jogforrás (1938)
- A jogi oktatás reformja. Budapest: Egyetemi Ny., 1938. 28 [1] p.
- A joghézag kérdéséről (1939)
- A magánjogi jogügylet mint jogforrás: "Szladits Emlékkönyv" keretében megjelent értekezés. Győr: Hírlap Ny., 1939. 8 p.
- Philosophia Perennis. Schütz Antal bölcselete. Budapest: Egyetemi Ny., 1941. 31 p.
- A jog mivolta az újabb kultúrfilozófia megvilágításában. Budapest: Egyetemi Ny., 1942. [237]-252 p.
- A jogtörténelem és a jogszociológia módszertana. Budapest: Stephaneum Ny., 1942. 17 p.
- A szabad akarat problémája (1943)
- Újkantiánizmus és újhegeliánizmus a jogfilozófiában (1943)
- Az állam joga és a magánosok joga (1943)
- A közjog és a magánjog fogalmi elhatárolódásának kérdése. Kolozsvár: András Ny., 1943. 40 p.
- Was ist Rechtsphilosophie? (1943)
- A jogbölcselet problémái (1945)
- Utópia. Budapest: Franklin, 1945 173 p.
- A fasizmus és a nemzeti szocializmus bírálata (1945)
- Az élő és a halott múltról s a jogi oktatás reformjáról: ünnepi beszéd amelyet a Kir. M. Pázmány Péter Tudományegyetem alapításának 311. és újjászevezésének 166. évfordulója emlékére 1946. május hó 13-án mondott Moór Gyula. Budapest: Stephaneum, 1946. [1], 34 p.
- A Szovjetunió alkotmánya: előadás 1946 február 23-án. Budapest: Szikra, 1946. 50 p.
- Tegnap és holnap között. Tanulmányok (1947)
- Jogfilozófia; Moór Gyula előadásai nyomán Püski Sándor; Püski, Bp., 1994
- Moór Gyula; vál., sajtó alá rend., bev. Szabadfalvi József; Új Mandátum, Bp., 2001 (Magyar panteon)